# 2017–2018-as UEFA-bajnokok ligája (egyenes kieséses szakasz)
A 2017–2018-as UEFA-bajnokok ligája egyenes kieséses szakasza 2018. február 13-án kezdődött, és május 26-án ért véget. Az egyenes kieséses szakaszban az a tizenhat csapat vett részt, amelyek a csoportkör során a saját csoportjuk első két helyének valamelyikén végeztek.

## Fordulók és időpontok
| Forduló       | Sorsolás dátuma    | 1. mérkőzés                              | 2. mérkőzés                              |
| ------------- | ------------------ | ---------------------------------------- | ---------------------------------------- |
| Nyolcaddöntők | 2017. december 11. | 2018. február 13–14., 20–21.             | 2018. március 6–7., 13–14.               |
| Negyeddöntők  | 2018. március 16.  | 2018. április 3–4.                       | 2018. április 10–11.                     |
| Elődöntők     | 2018. április 13.  | 2018. április 24–25.                     | 2018. május 1–2.                         |
| Döntő         | 2018. április 13.  | 2018. május 26., Olimpiai Stadion, Kijev | 2018. május 26., Olimpiai Stadion, Kijev |

## Lebonyolítás
A döntő kivételével mindegyik mérkőzés oda-visszavágós rendszerben zajlott. A két találkozó végén az összesítésben jobbnak bizonyuló csapatok jutottak tovább a következő körbe. Ha az összesítésnél az eredmény döntetlen volt, akkor az idegenben több gólt szerző csapat jutott tovább. Amennyiben az idegenben lőtt gólok száma is azonos volt, akkor 30 perces hosszabbítást rendeztek a visszavágó rendes játékidejének lejárta után. Ha a 2x15 perces hosszabbításban gólt/gólokat szerzett mindkét együttes, és az összesített állás egyenlő volt, akkor a vendég csapat jutott tovább idegenben szerzett góllal/gólokkal. Gólnélküli hosszabbítás esetén büntetőpárbajra került sor. A döntőt egy mérkőzés keretében rendezték meg.
A nyolcaddöntők sorsolásakor figyelembe vették, hogy minden párosításnál egy csoportgyőztes és egy másik csoport csoportmásodika mérkőzzön egymással. Az egyetlen korlátozás a sorsoláskor, hogy a nyolcaddöntőkben azonos nemzetű együttesek, illetve az azonos csoportból továbbjutó csapatok nem szerepelhettek egymás ellen. A negyeddöntőktől kezdődően ez a korlátozás nem volt érvényben. A döntőt egy mérkőzés keretében rendezték meg.

## Továbbjutott csapatok
| Színmagyarázat     |
| ------------------ |
| Kiemelt csapat     |
| Nem kiemelt csapat |

| Csoport   | Csoportelső         | Csoportmásodik |
| --------- | ------------------- | -------------- |
| A csoport | Manchester United   | FC Basel       |
| B csoport | Paris Saint-Germain | Bayern München |
| C csoport | AS Roma             | Chelsea        |
| D csoport | FC Barcelona        | Juventus       |
| E csoport | Liverpool FC        | Sevilla FC     |
| F csoport | Manchester City     | Sahtar Doneck  |
| G csoport | Beşiktaş JK         | FC Porto       |
| H csoport | Tottenham Hotspur   | Real Madrid    |

## Nyolcaddöntők

### Párosítások
A nyolcaddöntők sorsolását 2017. december 11-én tartották. Az első mérkőzéseket 2018. február 13. és 21. között, a visszavágókat március 6. és 14. között játsszák.
| 1. csapat      | Össz.Tooltip Aggregate score | 2. csapat           | 1. mérk. | 2. mérk. |
| -------------- | ---------------------------- | ------------------- | -------- | -------- |
| Juventus       | 4–3                          | Tottenham Hotspur   | 2–2      | 2–1      |
| FC Basel       | 2–5                          | Manchester City     | 0–4      | 2–1      |
| FC Porto       | 0–5                          | Liverpool FC        | 0–5      | 0–0      |
| Sevilla FC     | 2–1                          | Manchester United   | 0–0      | 2–1      |
| Real Madrid    | 5–2                          | Paris Saint-Germain | 3–1      | 2–1      |
| Sahtar Doneck  | 2–2 (i.g.)                   | AS Roma             | 2–1      | 0–1      |
| Chelsea        | 1–4                          | FC Barcelona        | 1–1      | 0–3      |
| Bayern München | 8–1                          | Beşiktaş JK         | 5–0      | 3–1      |

### Mérkőzések
| 2018. február 13. 20:45 |

| Juventus                 | 2–2               | Tottenham Hotspur    |
| ------------------------ | ----------------- | -------------------- |
| Higuaín 2' 9' (11-esből) | (2–1) Jegyzőkönyv | Kane 35' Eriksen 72' |

| Juventus Stadion, Torino Játékvezető: Felix Brych (német) |

| 2018. március 7. 20:45 |

| Tottenham Hotspur | 1–2               | Juventus               |
| ----------------- | ----------------- | ---------------------- |
| Son Heung-min 39' | (1–0) Jegyzőkönyv | Higuaín 64' Dybala 67' |

| Wembley Stadion, London Játékvezető: Szymon Marciniak (lengyel) |

| 2018. február 13. 20:45 |

| FC Basel | 0–4               | Manchester City                          |
| -------- | ----------------- | ---------------------------------------- |
|          | (0–3) Jegyzőkönyv | Gündoğan 14' 53' B. Silva 18' Agüero 23' |

| St. Jakob-Park, Bázel Játékvezető: Jonas Eriksson (svéd) |

| 2018. március 7. 20:45 |

| Manchester City  | 1–2               | FC Basel                 |
| ---------------- | ----------------- | ------------------------ |
| Gabriel Jesus 8' | (1–1) Jegyzőkönyv | Elyounoussi 17' Lang 71' |

| City of Manchester Stadion, Manchester Játékvezető: Pavel Královec (cseh) |

| 2018. február 14. 20:45 |

| FC Porto | 0–5               | Liverpool FC                            |
| -------- | ----------------- | --------------------------------------- |
|          | (0–2) Jegyzőkönyv | Mané 25' 53' 85' Szaláh 29' Firmino 69' |

| Estádio do Dragão, Porto Játékvezető: Daniele Orsato (olasz) |

| 2018. március 6. 20:45 |

| Liverpool FC | 0–0         | FC Porto |
| ------------ | ----------- | -------- |
|              | Jegyzőkönyv |          |

| Anfield, Liverpool Játékvezető: Felix Zwayer (német) |

| 2018. február 21. 20:45 |

| Sevilla FC | 0–0         | Manchester United |
| ---------- | ----------- | ----------------- |
|            | Jegyzőkönyv |                   |

| Estadio Ramón Sánchez Pizjuán, Sevilla Játékvezető: Clément Turpin (francia) |

| 2018. március 13. 20:45 |

| Manchester United | 1–2               | Sevilla FC         |
| ----------------- | ----------------- | ------------------ |
| Lukaku 84'        | (0–0) Jegyzőkönyv | Ben Yedder 74' 78' |

| Old Trafford, Manchester Játékvezető: Danny Makkelie (holland) |

| 2018. február 14. 20:45 |

| Real Madrid                            | 3–1               | Paris Saint-Germain |
| -------------------------------------- | ----------------- | ------------------- |
| Ronaldo 45' (11-esből) 83' Marcelo 86' | (1–1) Jegyzőkönyv | Rabiot 33'          |

| Santiago Bernabéu, Madrid Játékvezető: Gianluca Rocchi (olasz) |

| 2018. március 6. 20:45 |

| Paris Saint-Germain | 1–2               | Real Madrid              |
| ------------------- | ----------------- | ------------------------ |
| Cavani 71'          | (0–0) Jegyzőkönyv | Ronaldo 51' Casemiro 80' |

| Parc des Princes, Párizs Játékvezető: Felix Brych (német) |

| 2018. február 21. 20:45 |

| Sahtar Doneck         | 2–1               | AS Roma   |
| --------------------- | ----------------- | --------- |
| Ferreyra 52' Fred 71' | (0–1) Jegyzőkönyv | Ünder 41' |

| Metaliszt stadion, Harkiv Játékvezető: William Collum (skót) |

| 2018. március 13. 20:45 |

| AS Roma   | 1–0               | Sahtar Doneck |
| --------- | ----------------- | ------------- |
| Džeko 52' | (0–0) Jegyzőkönyv |               |

| Stadio Olimpico, Róma Játékvezető: Alberto Undiano Mallenco (spanyol) |

| 2018. február 20. 20:45 |

| Chelsea     | 1–1               | FC Barcelona |
| ----------- | ----------------- | ------------ |
| Willian 62' | (0–0) Jegyzőkönyv | Messi 75'    |

| Stamford Bridge, London Játékvezető: Cüneyt Çakır (török) |

| 2018. március 14. 20:45 |

| FC Barcelona             | 3–0               | Chelsea |
| ------------------------ | ----------------- | ------- |
| Messi 3' 63' Dembélé 20' | (2–0) Jegyzőkönyv |         |

| Camp Nou, Barcelona Játékvezető: Damir Skomina (szlovén) |

| 2018. február 20. 20:45 |

| Bayern München                               | 5–0               | Beşiktaş JK |
| -------------------------------------------- | ----------------- | ----------- |
| Müller 43' 66' Coman 53' Lewandowski 79' 88' | (1–0) Jegyzőkönyv |             |

| Allianz Arena, München Játékvezető: Ovidiu Hațegan (román) |

| 2018. március 14. 18:00 |

| Beşiktaş JK     | 1–3               | Bayern München                          |
| --------------- | ----------------- | --------------------------------------- |
| Vágner Love 59' | (0–1) Jegyzőkönyv | Thiago 18' Gönül 46' (öngól) Wagner 84' |

| Vodafone Park, Isztambul Játékvezető: Michael Oliver (angol) |

## Negyeddöntők
A negyeddöntők sorsolását 2018. március 16-án tartották. Az első mérkőzéseket 2018. április 3-án és 4-én, a visszavágókat április 10-én és 11-én játszották.

### Párosítások
| 1. csapat    | Össz.Tooltip Aggregate score | 2. csapat       | 1. mérk. | 2. mérk. |
| ------------ | ---------------------------- | --------------- | -------- | -------- |
| FC Barcelona | 4–4 (i.g.)                   | AS Roma         | 4–1      | 0–3      |
| Sevilla FC   | 1–2                          | Bayern München  | 1–2      | 0–0      |
| Juventus     | 3–4                          | Real Madrid     | 0–3      | 3–1      |
| Liverpool FC | 5–1                          | Manchester City | 3–0      | 2–1      |

### Mérkőzések
| 2018. április 4. 20:45 |

| FC Barcelona                                                   | 4–1               | AS Roma   |
| -------------------------------------------------------------- | ----------------- | --------- |
| De Rossi 38' (öngól) Manolász 55' (öngól) Piqué 59' Suárez 87' | (1–0) Jegyzőkönyv | Džeko 80' |

| Camp Nou, Barcelona Játékvezető: Danny Makkelie (holland) |

| 2018. április 10. 20:45 |

| AS Roma                                       | 3–0               | FC Barcelona |
| --------------------------------------------- | ----------------- | ------------ |
| Džeko 6' De Rossi 58' (11-esből) Manolász 82' | (1–0) Jegyzőkönyv |              |

| Stadio Olimpico, Róma Játékvezető: Clément Turpin (francia) |

| 2018. április 3. 20:45 |

| Sevilla FC  | 1–2               | Bayern München               |
| ----------- | ----------------- | ---------------------------- |
| Sarabia 32' | (1–1) Jegyzőkönyv | Navas 37' (öngól) Thiago 68' |

| Estadio Ramón Sánchez Pizjuán, Sevilla Játékvezető: Daniele Orsato (olasz) |

| 2018. április 11. 20:45 |

| Bayern München | 0–0         | Sevilla FC |
| -------------- | ----------- | ---------- |
|                | Jegyzőkönyv |            |

| Allianz Arena, München Játékvezető: William Collum (skót) |

| 2018. április 3. 20:45 |

| Juventus | 0–3               | Real Madrid                |
| -------- | ----------------- | -------------------------- |
|          | (0–1) Jegyzőkönyv | Ronaldo 3' 64' Marcelo 72' |

| Juventus Stadion, Torino Játékvezető: Cüneyt Çakır (török) |

| 2018. április 11. 20:45 |

| Real Madrid              | 1–3               | Juventus                     |
| ------------------------ | ----------------- | ---------------------------- |
| Ronaldo 90+8' (11-esből) | (0–2) Jegyzőkönyv | Mandžukić 2' 37' Matuidi 61' |

| Santiago Bernabéu, Madrid Játékvezető: Michael Oliver |

| 2018. április 4. 20:45 |

| Liverpool FC                               | 3–0               | Manchester City |
| ------------------------------------------ | ----------------- | --------------- |
| Szaláh 12' Oxlade-Chamberlain 21' Mané 31' | (3–0) Jegyzőkönyv |                 |

| Anfield, Liverpool Játékvezető: Felix Brych (német) |

| 2018. április 10. 20:45 |

| Manchester City  | 1–2               | Liverpool FC           |
| ---------------- | ----------------- | ---------------------- |
| Gabriel Jesus 2' | (1–0) Jegyzőkönyv | Szaláh 56' Firmino 77' |

| City of Manchester Stadion, Manchester Játékvezető: Antonio Mateu Lahoz (spanyol) |

## Elődöntők
Az elődöntők sorsolását 2018. április 13-án tartották. Az első mérkőzéseket 2018. április 24-én és 25-én, a visszavágókat május 1-jén és 2-án játszották.

### Párosítások
| 1. csapat      | Össz.Tooltip Aggregate score | 2. csapat   | 1. mérk. | 2. mérk. |
| -------------- | ---------------------------- | ----------- | -------- | -------- |
| Bayern München | 3–4                          | Real Madrid | 1–2      | 2–2      |
| Liverpool FC   | 7–6                          | AS Roma     | 5–2      | 2–4      |

### Mérkőzések
| 2018. április 25. 20:45 |

| Bayern München | 1–2               | Real Madrid             |
| -------------- | ----------------- | ----------------------- |
| Kimmich 28'    | (1–1) Jegyzőkönyv | Marcelo 44' Asensio 57' |

| Allianz Arena, München Játékvezető: Björn Kuipers (holland) |

| 2018. május 1. 20:45 |

| Real Madrid     | 2–2               | Bayern München           |
| --------------- | ----------------- | ------------------------ |
| Benzema 11' 46' | (1–1) Jegyzőkönyv | Kimmich 3' Rodríguez 63' |

| Santiago Bernabéu, Madrid Játékvezető: Cüneyt Çakır (török) |

| 2018. április 24. 20:45 |

| Liverpool FC                              | 5–2               | AS Roma                          |
| ----------------------------------------- | ----------------- | -------------------------------- |
| Szaláh 36' 45+1' Mané 56' Firmino 61' 69' | (2–0) Jegyzőkönyv | Džeko 81' Perotti 85' (11-esből) |

| Anfield, Liverpool Játékvezető: Felix Brych (német) |

| 2018. május 2. 20:45 |

| AS Roma                                                      | 4–2               | Liverpool FC          |
| ------------------------------------------------------------ | ----------------- | --------------------- |
| Milner 15' (öngól) Džeko 52' Nainggolan 86' 90+4' (11-esből) | (1–2) Jegyzőkönyv | Mané 9' Wijnaldum 25' |

| Stadio Olimpico, Róma Játékvezető: Damir Skomina (szlovén) |

## Döntő
| 2018. május 26. 21:45 (20:45) |

| Real Madrid              | 3–1               | Liverpool FC |
| ------------------------ | ----------------- | ------------ |
| Benzema 51' Bale 64' 83' | (0–0) Jegyzőkönyv | Mané 55'     |

| Olimpiai Stadion, Kijev Játékvezető: Milorad Mažić (szerb) |